# Hindola tumidula
Hindola tumidula är en insektsart som beskrevs av Maa 1963. Hindola tumidula ingår i släktet Hindola och familjen Machaerotidae. Inga underarter finns listade i Catalogue of Life.